# اسماعیل محمدوف
اسماعیل محمدوف (انگلیسی: Ismayil Mammadov؛ زادهٔ ۵ اوت ۱۹۷۶) بازیکن فوتبال اهل جمهوری آذربایجان است.
از باشگاه‌هایی که در آن بازی کرده‌است می‌توان به باشگاه فوتبال خزر لنکران، باشگاه فوتبال شمکر، باشگاه فوتبال استاندارد سومقاییت، باشگاه فوتبال قره‌باغ، باشگاه فوتبال نفتچی باکو، باشگاه فوتبال مویک باکو، باشگاه فوتبال کاروان، باشگاه فوتبال گنجلربیرلیئی سومقاییت، باشگاه فوتبال خزر سومقاییت، و باشگاه فوتبال شماخی اشاره کرد.
وی همچنین در تیم ملی فوتبال جمهوری آذربایجان بازی کرده‌است.